# Absala dorcada
Absala dorcada là một loài bướm đêm trong họ Geometridae. Chúng là loài duy nhất trong chi Absala, thường xuất hiện ở Trung Quốc, Ấn Độ, Thái Lan và Việt Nam. Cả chi và loài này được mô tả lần đầu bởi Charles Swinhoe năm 1893.